# Gouvernement Qandil I
Égypte
al-Ganzouri II Qandil II
Le gouvernement Hicham Qandil est le premier gouvernement égyptien nommé par le pouvoir civil après la Révolution égyptienne de 2011.

## Formation
Formé dans l'urgence, dans l'imminence des élections législatives égyptiennes de 2011-2012 qui voient la victoire des Frères Musulmans. 
Après les élections législatives (invalidées par l'armée le 17 juin 2012) ayant vu la victoire des Frères musulmans, l'élection à la présidence porte Mohamed Morsi au pouvoir le 18 juin, qui va se donner les moyens de gouverner : il nomme un gouvernement composé de 36 ministres, formé de technocrates, de membres du parti majoritaire des frères musulmans, le Parti de la liberté et de la justice (5), du parti salafiste al-Nour et du parti al-Wasat.
En butte à l'armée encore puissante, le président parvient à mettre à la retraite Mohamed Hussein Tantawi, le chef du Conseil suprême des forces armées, et à donner ainsi au gouvernement une vraie capacité exécutive, pour réaliser un programme de 100 jours jugé irréaliste. C'est la première fois que les islamistes sont en effet au gouvernement en Égypte.
Le 25 décembre 2012, le ministre des Télécommunications Hany Mahmoud démissionne. Il explique ne pas pouvoir s’adapter « à la culture du travail gouvernemental, surtout dans le cadre de la situation actuelle du pays ».
Le 26 décembre, le président s’engage, dans un discours télévisé, à « déployer tous (ses) efforts pour soutenir l’économie égyptienne, qui fait face à d’énormes défis », et a ajouté préparer « les remaniements ministériels nécessaires», sans plus de précision .
Le 27 décembre 2012, Mohamed Mahsoub, secrétaire d'État aux Affaires parlementaires démissionne. Dans un courrier publié sur Internet, Mahsoub, le numéro deux du parti islamiste modéré Al-Wassat, évoque « de nombreuses politiques et actions qui contredisent ses convictions personnelles » et a critiqué l’incapacité du gouvernement à récupérer les fonds détournés par les cadres de l’ancien régime ».

## Composition

### Premier ministre
- Hicham Qandil.

### Ministres
| Portefeuille                                            | Nom                                                                                             |
| ------------------------------------------------------- | ----------------------------------------------------------------------------------------------- |
| Affaires étrangères                                     | Mohamed Kamel Amr (déjà présent dans le gouvernement précédent, indépendant)                    |
| Intérieur                                               | Ahmed Gamal el-Din, indépendant.                                                                |
| Justice                                                 | Ahmed Mekki, indépendant, frère de Mahmoud Mekki.                                               |
| Assurances et Affaires sociales                         | Nagwa Khalil, indépendant.                                                                      |
| Finances                                                | Momtaz el-Saïd(déjà présent dans le gouvernement précédent, indépendant)                        |
| Culture                                                 | Mohamed Saber Arab (démissionne le 04/02/2012 en protestation contre les violences policières). |
| Coopération internationale et planification             | Ashraf Fatah, indépendant, remplace Fayza Abouelnaga à ce poste depuis 2004.                    |
| Agriculture                                             | Salah Abdel Moamen, indépendant.                                                                |
| Aviation civile                                         | Samir Metwali, indépendant.                                                                     |
| Transports                                              | Mohamed Rashad Al Matini, indépendant                                                           |
| Communications et information                           | Hany Mahmoud. Démission le 25/12/2012.                                                          |
| Médias                                                  | Hany Mahmoud                                                                                    |
| Logement et développement urbain                        | Tarek Wafik                                                                                     |
| Défense et industrie militaire                          | Abdul Fatah Khalil Al-Sisi. Industrie militaire (ministre d'Etat)\|Ali Sabry                    |
| Commerce et industrie                                   | Hatem Saleh, indépendant.                                                                       |
| Investissement                                          | Osama Saleh                                                                                     |
| Solidarité sociale                                      | supprimé                                                                                        |
| Développement local                                     | Ahmed Abdeen                                                                                    |
| Environnement                                           | Mostafa Hussein Kamel                                                                           |
| Santé et population                                     | Mohamed Hamed                                                                                   |
| Énergie et électricité                                  | Mahmoud Balbaa                                                                                  |
| Tourisme                                                | Hisham Zazou                                                                                    |
| Culture                                                 | Mohamed Arab                                                                                    |
| Éducation                                               | Ibrahim Deif                                                                                    |
| Recherche scientifique                                  | Nadia Zakhary                                                                                   |
| Education supérieure                                    | Mostafa Moussad                                                                                 |
| Ministère d'État chargé des Relations avec le Parlement | Mohamed Mahsoub, parti Al-Wasat. Démission le 27/12/2012                                        |
| Affaires antiques                                       | Mohamed Said                                                                                    |
| Jeunesse                                                | Osama Yassin                                                                                    |
| Sport                                                   | El Amry Farouk                                                                                  |
| Main d'œuvre et Migrations                              | Khaled Azhari                                                                                   |
| Ressource en Eau et Irrigation                          | Abdel Khalifa, remplace Hicham Qandil                                                           |
| Pétrole et métallurgie                                  | Osama Kamal                                                                                     |
| Affaires religieuses                                    | Talaat Afifi, indépendant                                                                       |

## Sources
- Article d'Almasryalyoum